# Jana Wieczerkiewicz
Jana Wieczerkiewicz (ur. 3 lutego 1983) – rosyjska lekkoatletka, sprinterka.
Podczas Światowych Igrzysk Młodzieży (1998) zdobyła brąz w biegu na 400 metrów oraz złoto w sztafecie 4 × 400 metrów.
Czwarta zawodniczka mistrzostw świata juniorów młodszych w biegu na 400 metrów (1999).
Mistrzyni Europy juniorów w sztafecie 4 × 400 metrów (1999).